# 孽戀
《孽戀》（法語：Valmont）是一部1989年美-法合製劇情片，米路士·科曼執導，哥連·費夫、安妮·貝寧和麥·戴莉主演，改編自皮埃爾·肖代洛·德拉克洛1782年的法語小說《危險關係》。電影主要講述一個工於心計的寡婦同她的情人打賭，賭他無法成功引誘一位新近嫁人的高貴淑女。就在他引誘那位已婚淑女的過程中，卻情不自禁愛上了她。這部影片獲得奧斯卡最佳服裝設計獎提名。

## 主要角色
- 哥連·費夫 飾 凡爾蒙子爵
- 安妮·貝寧 飾 梅黛侯爵夫人
- 麥·戴莉 飾 杜薇夫人

## 外部連結
- 互联网电影数据库（IMDb）上《孽戀》的资料（英文）
- AllMovie上《孽戀》的资料（英文）
- 爛番茄上《孽戀》的資料（英文）
- 香港外語電影資料網上《孽戀 （页面存档备份，存于）》的資料 （繁體中文）